# Luxemburg i olympiska sommarspelen 1912
Luxemburg deltog med 21 deltagare vid de olympiska sommarspelen 1912 i Stockholm.  Ingen av landets deltagare erövrade någon medalj.